# Близнюкові міфи

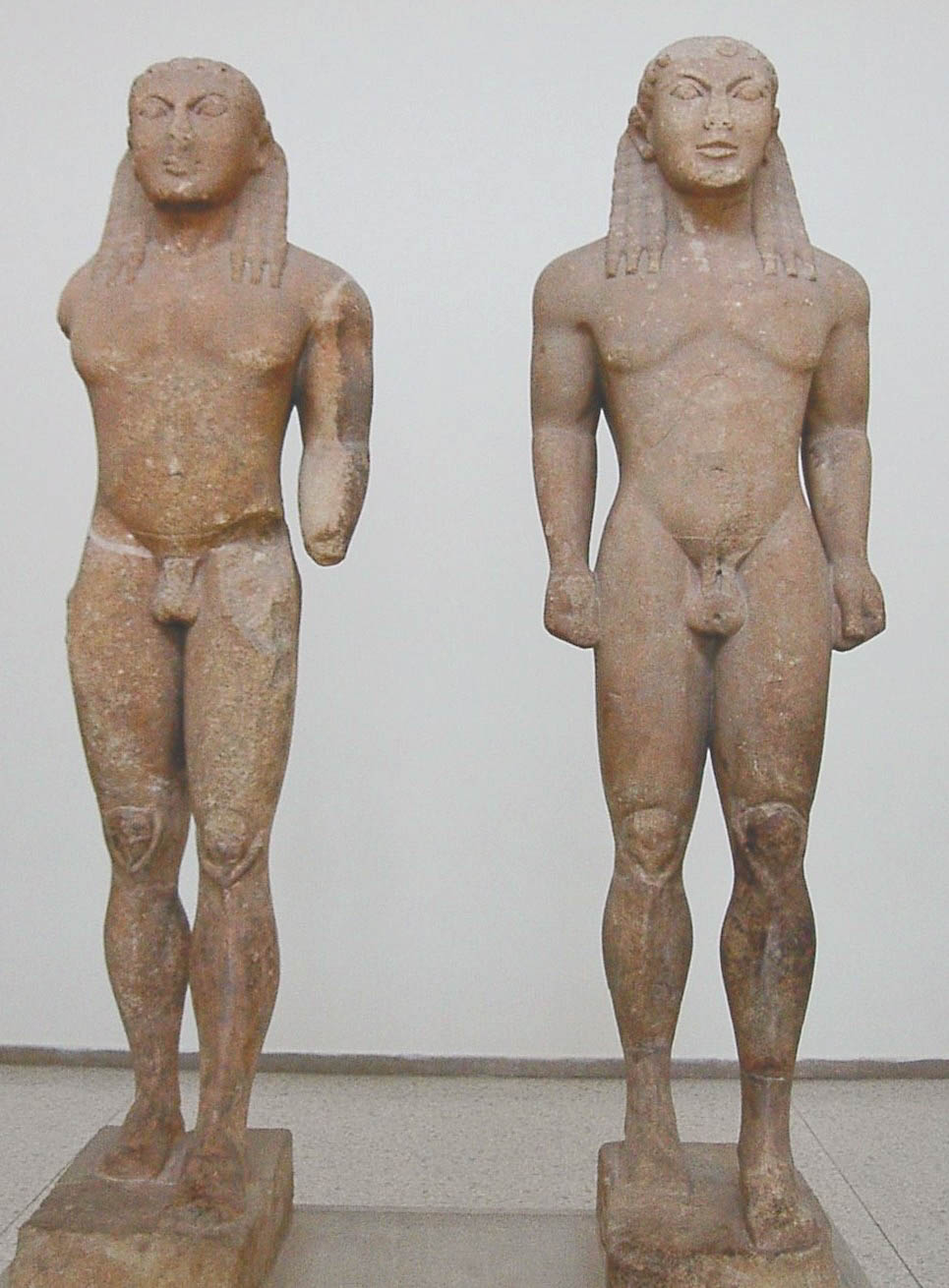
Клеобіс і Бітон

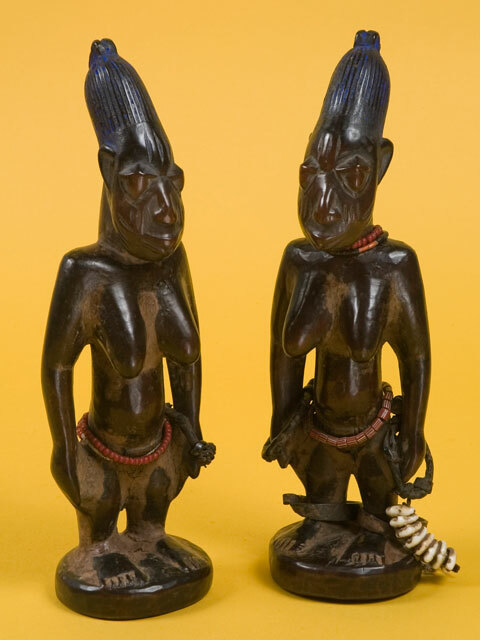
Пара близнюків народу йоруба, початок 20 століття

Близнюкові міфи — різновид міфів, в яких головними дійовими особами є близнюки. Такі міфи виникають в міфологіях багатьох народів по всьому світу.

## Типи близнюкових міфів

### Брати-близнюки
У міфах про братів-близнюків, що характерні для дуалістичних міфологій (зокрема, індіанців Північної і Південної Америки і народів Океанії) один із братів пов'язується з усім добрим чи корисним, інший — з усім поганим чи погано зробленим.
У міфах ірокезів і гуронів про Іоскеху і Тавіскарона — Іоскеха є творцем сонця і всього корисного на землі, а його молодший брат-близнюк Тавіскарон — творець скель, шкідливих тварин, шипів і колючок тощо. Після перемоги Іоскехи над Тавіскароном, Іоскехи створює людство і виступає як культурний герой: забезпечує його водою, передає людям вогонь і перший качан кукурудзи.
В деяких дуалістичних міфах брати-близнята не антагоністичні один одному, а втілюють лише дві життєві основи, кожна з яких пов'язана з однією з половин племені. У міфах цього типу близнюки часто дублюють функції один одного, обидва корисні, обидва зайняті лікуванням людей. Такими близнюками є Улюблені близнюки у північноамериканського індіанського племені Зуні, які розділили плем'я на фратрії — людей зими і людей літа. Обидва Улюблені близнюки виступають в ролі культурних героїв, які виводять людей з печери на сонце і дають їм знаряддя і зброю.

### Близнюки брат і сестра
Міф про близнюків — брата і сестру, що вступають у кровозмісний шлюб, відомий в майже однаковій формі в багатьох давніх культурах. Нерідко передбачається, що кровозмісний шлюб близнят починається ще в утробі матері, тому при народженні двійні — дітей різної статі — вважається за необхідне здійснити очисний обряд, частиною якого може бути розповідь близнюкового міфу (іноді ідея заборони вводиться в сам міф).
Прикладами таких міфів є єгипетський міф про Осіріса і Ісіду, староіндійський міф про Яму та його сестру Ямі.
В індоєвропейській міфології близнюки-брати, яких називають «дітьми бога неба» (Діоскури, Ашвіни, литовські і латиські «сини бога»), доглядають за своєю сестрою — дочкою сонця. У деяких індоєвропейських традиціях можна виявити сліди цього міфу (у хеттів, древніх ірландців та індо-іранців).

### Близнюки-андрогіни
В африканських обрядах, пов'язаних з близнюковими міфами і культом близнюків, поширене розфарбування кожної сторони обличчя і тіла в різні кольори — білий і чорний, що символізує зміну темного та білого часу. Особливістю багатьох африканських близнюкових міфів є поєднання обох рядів міфологічних протилежностей в одному міфологічному образі (близнюкові істоти — двостатеві істоти, андрогіни). Такими є деміурги Маву і Ліза (одночасно і близнюки, і андрогіни) в міфології народу фон в Західній Африці. Одна частина цього андрогіну — Маву — уособлює ніч, місяць, радість. Інша — Ліза — день, сонце, працю.
Єгипетські боги Гор і Сет іноді зображувалися у вигляді однієї фігури з двома особами, що дозволяє дати гіпотетичну андрогінну інтерпретацію і первісного міфу і кровозмісності їхнього зв'язку. Міф про двостатеві істоти, пов'язані з близнюковістю відображається у давньогрецькій орфічній традиції і в діалогах про Атлантиду Платона.

### Зооморфні близнюкові міфи
Найбільш ранній пласт близнюкових уявлень простежується в зооморфних близнюкових міфах, що передбачають участь у близнюковому народженні тварин або спорідненість між тваринами і близнюками.

### Брати-засновники
Часто в міфах про походження племен брати-близнюки виступають засновниками. Це, наприклад, Ромул і Рем в Римі, близнюки — сини Дімука в Північній Нігерії тощо. За легендою Київ був заснований братами Києм, Щеком, Хоривом і сестрою Либідь, що також можна вважати близнюковим мотивом.